# Роналд Макниър
Роналд Ервин Макниър (на английски: Ronald Ervin McNair) е американски физик и астронавт на НАСА, загинал на борда на космическата совалка Чалънджър, мисия STS-51L.

## Образование
През 1971 г. получава бакалавърска степен по инженерна физика от университета в Грийнсбъро, Северна Каролина. През 1976 г. защитава докторат по физика в Масачузетски технологичен институт (на английски: Massachusetts Institute of Technology). Негов научен ръководител е професор Майкъл Фийлд – един от водещите в света специалисти по лазерна физика. След защитата на дисертацията, Макниър започва работа в лабораторията на Хюз еъркрафт в Малибу, Калифорния.

## Служба в НАСА
На 16 януари 1978 г. е избран за астронавт в Група НАСА-8, а през 1979 г. получава квалификация „Специалист на мисии“. Той е един от първите трима афроамериканци избрани за космически полет в програмата Спейс шатъл.

### Космически полети
| Космически полети на Роналд Е. Макниър                            | Космически полети на Роналд Е. Макниър | Космически полети на Роналд Е. Макниър | Космически полети на Роналд Е. Макниър | Космически полети на Роналд Е. Макниър | Космически полети на Роналд Е. Макниър | Космически полети на Роналд Е. Макниър |
| №                                                                 | Дата                                   | КК                                     | Емблема на мисията                     | Функции                                | Продължителност                        |                                        |
| ----------------------------------------------------------------- | -------------------------------------- | -------------------------------------- | -------------------------------------- | -------------------------------------- | -------------------------------------- | -------------------------------------- |
| 1                                                                 | 3 февруари 1984                        | „Чалънджър“, мисия STS-41B             |                                        | Специалист на мисията                  | 7 денонощия 23 часа 15 минути 55 сек.  |                                        |
| 2                                                                 | 28 януари 1986                         | „Чалънджър“, мисия STS-51L             |                                        | Специалист на мисията                  | 73 секунди                             |                                        |
| Сумарно време в космоса – 7 денонощия 23 часа 16 минути и 13 сек. |                                        |                                        |                                        |                                        |                                        |                                        |

На 28 януари 1986 г., 73 секунди след старта, совалката Чалънджър се взривява. Роналд Макниър загива на 35-годишна възраст, заедно с останалите астронавти от седемчленния екипаж на космическия кораб.

## Награди
- На 23 юли 2004 г., Роналд Макниър е награден (посмъртно) от Конгреса на САЩ с Космически медал на честта – най-високото гражданско отличие за изключителни заслуги в областта на аерокосмическите изследвания.
- Медал на НАСА за участие в космически полет.